# 프란츠 오스터로트
프란츠 오스터로트(독일어: Franz Osterroth, 1900년 3월 8일-1986년 8월 1일)는 독일의 작가, 정치인이다. 사회민주당원으로서 비더슈탄트 활동에 참여했다. 망명 시기에는 이외르크 빌렌바허(Jörg Willenbacher)라는 가명을 사용했다.
프란츠 오스터로트는 광부이자 노조 간부였던 니콜라우스 오스터로트의 아들로 태어나 14세 때 이미 사회주의 노동자 청소년단과 독일 금속노동자조합에 가입했고 17세 때 사민당에 입당했다.
1918년 18세 나이로 징병되어 제1차 세계 대전에 종군했다. 전후인 1919년-1924년 보훔에서 독일 광부노동조합 청년부 서기 겸 청년신문 주필이 되었다. 오스터로트는 사민당 청년동아리 호프가이스마러단의 창단 발기인이기도 했다. 1926년까지 계속 당보 편집자 일을 하다가 노동 아카데미에 다녀온 뒤 함부르크에서 전문 노동 상담사로 활동했다.
1928년 카를 횔터만은 오스터로트를 마그데부르크의 흑적금 국기단 단보 주필로 임명했다. 이후 나치가 정권을 잡는 1933년까지 오스토르튼 마그데부르크에서 사민당 및 청년단체 일을 했다. 이때 오스터로트는 사민당 마그데부르크 시당 이사회 회원이었으며 국기단 청년부 연방 지도자였다. 1933년에는 불법 단체인 청년 사회주의 집단을 모집하고 《청년 사회주의》라는 불법 간행물을 만들어 유통시켰다.
오스터로트는 1934년 체포를 피해 가족과 함께 체코슬로바키아로 망명했다. 처음에는 국경지대의 뢰슈도르프라는 동네에서 살다가 프라하로 옮겼고 프라하에서 독일 국내에 남아있는 저항세력과 접선을 유지했다. 이 시기에 빌렌바허라는 가명을 사용했다.
체코슬로바키아도 안전해지지 못하자 1938년 8월 다시 가족과 함께 스웨덴으로 도피했다. 스톡홀름의 프레이즈반 공장에서 숙련공으로 일하면서 동시에 정치문화 활동에 참여해 노동자들을 대상으로 한 교육 활동을 했다.
1948년 독일로 귀국했고 1963년 사민당 킬 시당 서기를 역임했다. 이후 1983년 뤼베크에서 죽을 때까지 다양한 직책을 거쳤다.